# Dceruška hostinského
Dceruška hostinského je první opera („hradčanská povídka-opera“) českého skladatele Jana Evangelisty Zelinky. Skladatel ji napsal ve svých 28 letech na vlastní libreto upravené ze stejnojmenné hry Karla Maška z roku 1924 a na scénu ji uvedl Zelinkův přítel a mentor, šéfdirigent opery Národního divadla Otakar Ostrčil. Premiéra se konala 24. února 1925 (v kombinaci se Stravinského baletem Petruška). Námět opery je sice strašidelný až hororový po vzoru Erbenových balad, hudba však zaujala spíše ve své lyrické a komické stránce. Dceruška hostinského byla hrána jen čtyřikrát, měla však povzbudivý ohlas a Zelinka se po jejím uvedení soustředil na operní tvorbu.
Zapomenutou operu připomněl zahajovací koncert sezóny 2016-2017 Národního divadla v Praze, na němž mj. Jiří Hájek a Maria Kobielska zazpívali duet Běly a Milence z Dcerušky hostinského.

## Osoby a první obsazení
| osoba                                                                        | hlasový obor | premiéra (24.2.1925)       |
| ---------------------------------------------------------------------------- | ------------ | -------------------------- |
| Hostinský                                                                    | baryton      | Emil Focht                 |
| Jeho dcera, již nazval básník Bělou                                          | soprán       | Marie Šlechtová            |
| Voják                                                                        | bas          | Josef František Munclinger |
| Tučný mužík                                                                  | tenor        | Mirko (Vladimír) Štork     |
| Student, píšící básně                                                        | tenor        | Miloslav Jeník             |
| Šumař                                                                        | bas          | Luděk Mandaus              |
| Lehkomyslník, minuvší se s životním cílem                                    | baryton      | Jan Fifka                  |
| Muž beze vzpomínek, nyní učitel dětí                                         | baryton      | Štěpán Chodounský          |
| Zapomenutý milenec                                                           | tenor        | Theodor Schütz             |
| Opuštěná                                                                     | mezzosoprán  | Marie Kalivodová           |
| Chudák, služebný hoch v hostinci                                             | soprán       | Marie Crhová               |
| Ženich, kočovný vozka                                                        | baryton      | Bohumil Soběský            |
| Svatební hosté                                                               |              |                            |
| Dirigent: Otakar Ostrčil, režisér: Robert Polák, scéna: Josef Matěj Gottlieb |              |                            |

## Děj opery
Děje se v hradčanské hospůdce nad Hlubokou cestou, kdykoliv v XIX. století, bezpochyby z jara v letech padesátých po vojně v Itálii.
V sále hradčanské hospůdky se scházejí štamgasti, vesměs ctitelé krásné dcery hostinského Běly, vystupující beze jmen jen se svými charakteristikami: tučný mužík, postarší voják, básnivý student, šumař, lehkomyslník, učitel. Ba i mnich kapucín Amarus se do Běly zamiloval, jak vypravuje Opuštěná, dívka, jíž Běla kdysi odvábila milence. Ten později odešel na vojnu a Běla mu slíbila věrnost a dala mu zástavou zlatý prsten, neuplynulo však mnoho času a našla si jiného. Opuštěná nechává pro Bělu rozmarýn, který kdysi zasadila na paměť své lásky; nyní jí připomíná jen bezcitnost krásné hostinské.
Mezi hosty vstupuje Běla, vítána bouřlivými pozdravy svých obdivovatelů, i Chudák plížící se jí v patách jí je okouzlen. Běla vyhlíží svého ženicha, formana na cestách, který si ji získal vypravováním svých dobrodružství ze všech koutů země. Vojenská hudba doléhající do hostince z nedalekých kasáren připomíná sentimentálnímu učiteli statného mladíka, který býval milým Opuštěné i Běliným a který se dal na vojnu. Běle nejsou tyto vzpomínky vhod.
Náhle se však ke všeobecnému překvapení objeví v hospodě Zapomenutý milenec sám. Chudák přichází oznámit, že se blíží povoz skutečného ženicha, a hosté jej vycházejí na ulici vítat. Běla s milencem osamí. Milenec ukazuje Běle zlatý prsten, který mu kdysi věnovala jako záruku své lásky, ona jej chce zpět. Milenec s ním ustupuje na terasu nad příkopem a Běla jej následuje tak dlouho, až se v zápase o prsten oba zřítí.
Mezitím vstupuje Bělin ženich. Opuštěná se jej vyptává, zda neviděl jejího milého vojáka. Ženich jí vypráví, že skutečně cestou potkal jejího milence umírajícího na válečná zranění. Slíbil jej čestně pohřbít a Běle odevzdat zástavní prsten. Teprve nyní si hosté s hrůzou uvědomují, že milenec, kterého viděli před chvílí, byl jen strašidelný přízrak. Ženich nevěří a shání se po Běle jako svědkyni, ale vbíhá vyděšený Chudák, který ji našel mrtvou pod terasou. Lehkomyslník komentuje: „Ó lásko přesvatá – trest zákona to tvého.“